# Complexo Arquitectónico, Residencial e Cultural da Família Radziwill em Nesvizh
O Castelo Nesvizh ou Castelo Niasvizh (em bielorrusso:  Нясвіжскі замак, Niasvižski zamak, em russo:  Несвижский замок, Nesvizhskiy zamok, em polonês/polaco:  Nieświeski zamek) é um castelo residencial da Família Radziwill, em Niasviž, Bielorrússia.

## História
Os bens foram adquiridos pela milionária Família Radziwill em 1533, e foram doados aos irmãos Mikołaj Radziwiłł e Jan Radziwiłł, após a extinção da Família Kiszka. Já que os Radziwills eram uma das famílias mais importantes e ricas do Grande Ducado da Lituânia, foi para lá que os Arquivos Lituanos foram mudados, em 1551. Em 1586 os bens se transformaram em uma ordynacja.
Em 1582, Mikołaj Krzysztof "Sierotka" Radziwiłł, marechal da Lituânia, voivoda de Trakai e Vilna e castelão de Šiauliai, começou a construção de uma praça imponente e de um castelo. Embora os trabalhos fossem baseados em uma estrutura preexistente de um castelo medieval, as antigas fortificações foram inteiramente removidas e transformadas em uma residência de estilo barroco-renascentista. A construção foi terminada em 1604, e adicionaram muitas galerias meio século depois. Os cantos do castelo foram fortificados com quatro torres octogonais.
Em 1706, durante a Grande Guerra do Norte, o exército de Carlos XII saqueou o castelo e destruiu suas fortificações. Muitas décadas depois, os Radziwills convidaram alguns arquitetos alemães e italianos para renovar grande parte e aumentar o castelo. Antoni Zaleski decorou as suas fachadas amarelas com ornamentos barrocos. Os portões do castelo, do século XVI, também foram reconstruídos, e as duas torres do portão foram adornadas com um elo. Foi desta vez que as três construções separadas nos arredores foram unidas em uma só estrutura.
A estrutura mais importante em Nesvizh (Niasviž) é a Igreja de Corpus Christi (1587 a 1603), ligada ao castelo por uma ponte sobre uma vala e que abriga as sepulturas de 72 membros da Família Radziwill, cada um enterrado em um caixão simples, feito de videira e marcado com o brasão de armas. Desenhada pelo arquiteto italiano Gian Maria Bernardoni (1541 a 1605), a igreja é considerada o primeiro templo jesuíta, após outro templo, localizado em Roma, a primeira basílica com domo e fachada barroca no mundo e a primeira peça barroca de arquitetura na Europa Oriental.
À parte de seus elaborados sepulcros, o seu interior possui afrescos com características do barroco tardio, de 1760 e um altar da Cruz Sagrada, obra de escultores venezianos, de 1583.

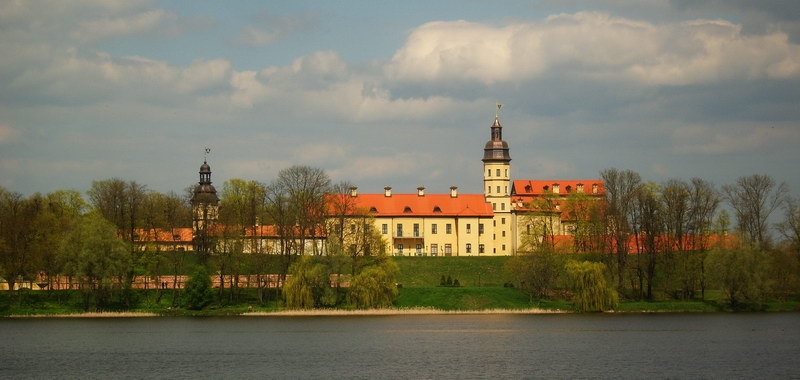
O castelo hoje em dia

Em 1770 o castelo foi tomado por forças russas e a Família radziwill foi expulsa. Logo depois, os Arquivos Lituanos foram transferidos para São Petersburgo (onde ainda permanecem), enquanto a maioria dos trabalhos de arte pegos no palácio foram distribuídos entre vários nobres russos. Abandonado tanto pelos donso originais quanto pelo exército russo, o palácio foi cada vez mais decaindo. Entretanto, foir estaurado pelos radziwills entre 1881 e 1886; o interiro do castelo foi renovado pelo Príncipe Anton Radziwill e sua esposa francesa, Marie de Castellane. Também desenharam um grande jardim, em estilo inglês. Com uma área de mais de um quilômetro quadrado, o jardim é um dos maiores do seu gênero na Europa.
Em 1939, a Família Radziwill foi expulsa do castelo pelo Exército Vermelho. Na época da União Soviética, o castelo foi usado como sanatório, enquanto o jardim foi negligenciado e esquecido.
Em 1994, o complexo do castelo foi designado como patrimônio histórico nacional e cultural. Doze anos depois, o complexo do castelo foi inscrito no Patrimônio Mundial da UNESCO.

## Reconstrução
A reconstrução contínua sempre foi muito criticada como sendo a "reconstrução injustificada" de muitas estruturas demolidas a longo tempo, principalmente a torre do sino. Em 2002, o andar superior da residência foi destruído em um incêndio. Seis anos depois, a edição bielorrussa do Komsomolskaya Pravda  relatou que uma seção substancial do castelo, datada do século XVIII, foi inteiramente demolida, devido a "tijolos podres" (Veja foto).

## Outras residências dos Radziwills
- Castelo Biržai
- Castelo Dubingiai
- Castelo Mir
- Castelo Olyka
- Palácio Radziwiłł em Varsóvia
- Palácio Radziwiłł em Vilna